# O Reino Proibido
The Forbidden Kingdom chinês simplificado: 功夫之王; yale cantonês: Gōng Fū Zhī Wáng; lit. "O Rei do Kung Fu"; br/pt: O Reino Proibido)  é um filme estadunidense de 2008, dos gêneros aventura, fantasia e artes marciais, dirigido por Rob Minkoff para a Lionsgate e The Weinstein Company e The Huayi Brothers Film & Taihe Investment (direitos de exibição na República Popular da China). O filme é vagamente baseado no romance Jornada ao Oeste de Wu Chengen. Esse foi o primeiro filme a reunir os dois mais conhecidos atores contemporâneos dos filmes de artes marciais, Jackie Chan e Jet Li. Com roteiro de John Fusco e coreografia das cenas de ação a cargo de Yuen Woo-ping.

## Elenco principal
| Ator             | Personagem                                                                    |
| ---------------- | ----------------------------------------------------------------------------- |
| Michael Angarano | Jason Tripitikas, o Viajante                                                  |
| Jackie Chan      | Lu Yan, o Imortal Bêbado / Hop, o velho dono da loja de penhores em Chinatown |
| Jet Li           | Sun Wukong, o Rei Macaco / O Monge Silencioso                                 |
| Collin Chou      | O Déspota de Jade                                                             |
| Liu Yifei        | Pardal Dourado / Moça de Chinatown                                            |
| Li Bingbing      | Feiticeira dos Cabelos Brancos                                                |
| Deshun Wang      | Imperador de Jade                                                             |
| Morgan Benoit    | Lupo                                                                          |

## Sinopse
Em Boston, o adolescente Jason Tripitikas (Michael Angarano) é um fã de filmes de artes marciais. Ele visita a loja de penhores do ancião chinês Hop (Jackie Chan) em Chinatown e lá, descobre um cajado de ouro. No caminho de volta pra casa, Jason é forçado por Lupo, o líder de uma gangue de hooligans, a participar de um assalto a loja de Hop, que é baleado por Lupo. Hop manda Jason devolver o cajado ao legítimo dono e este, fugindo de Lupo e sua turma, cai de um terraço e surpreendentemente acorda na China Antiga. Soldados tentam tomar seu cajado, mas ele consegue ficar com o objeto ao receber a ajuda na luta de um misterioso e habilidoso lutador bêbado chamado Lu Yan (Jackie Chan). Este conta a Jason a lenda do cajado: há 500 anos, o objeto teria pertencido a uma divindade conhecida como Rei Macaco (Jet Li), que fora enganada pelo Déspota de Jade e transformado numa estátua de pedra. Antes de ser imobilizado, o Rei Macaco lançara o cajado num lugar desconhecido dentro do Império do Meio Chinês. E uma profecia dizia que um viajante deveria trazer o cajado de volta ao Rei Macaco, para que ele enfim derrotasse o Déspota e possibilitasse a volta do sábio Imperador de Jade. No caminho, a dupla conhece ainda o Monge Silencioso (Jet Li) e uma jovem chamada Pardal Dourado, que busca vingança contra o Déspota por este ter matado seus pais. Os quatro iniciam a jornada até a Montanha dos Cinco Elementos para devolver o cajado ao Rei Macaco, enquanto Lu Yan e o Monge tentam ensinar a arte do kung fu a Jason. Mas, até chegarem ao seu destino, eles terão que enfrentar todos os soldados do Déspota de Jade e ele próprio, que permanece vivo graças ao elixir da vida, além da misteriosa assassina conhecida como Feiticeira dos Cabelos Brancos.

## Crítica
The Forbidden Kingdom teve recepção geralmente favorável por parte da crítica profissional. Com índice de 64% em base de 126 avaliações, o Rotten Tomatoes chegou ao consenso: "Este emparelhamento ardentemente aguardada das artes marciais de Jackie Chan e lendas de Jet Li apresenta cenas de luta deslumbrantes, mas é desfavoravelmente pesado por ter muito enchimento".